# Theon Greyjoy
Theon Greyjoy es un personaje ficticio de la saga Canción de hielo y fuego del escritor George R. R. Martin. La importancia de su personaje evoluciona a lo largo de la saga, contando con capítulos propios en los libros Choque de Reyes y Danza de Dragones. Theon es representado como el hijo del severo Balon Greyjoy, Señor de Pyke y autoproclamado rey de las Islas del Hierro.
En la adaptación televisiva de HBO es interpretado por el actor inglés Alfie Allen.

## Concepción y diseño
Theon Greyjoy aparece como el hijo de Balon Greyjoy, Señor de Pyke, siendo criado en Invernalia como pupilo de Eddard Stark. Theon fue criado como uno más de sus hijos y desarrolló una relación de amistad-rivalidad con Robb Stark, el hijo mayor de Lord Eddard. Theon buscó toda su vida la aprobación de los Stark, pero siempre fue consciente de que jamás sería uno de ellos. Tras regresar a su hogar, se da cuenta de que su severo y frío padre no solo no está contento de su llegada sino que también lo considera débil, por lo que Theon hará lo posible por ganarse su respeto. La vida de Theon será una constante búsqueda de su hogar y de la aprobación de los demás.
Físicamente, Theon es descrito como un joven apuesto, delgado, con los cabellos oscuros típicos de los Greyjoy. Su personalidad es definida como arrogante, risueña y atrevida, siendo un joven muy mujeriego; sin embargo, con todo  oculta una gran inseguridad interior. Tras ser raptado, torturado y mutilado por Ramsay Bolton, el cambio de personalidad de Theon será acorde al de su físico, adoptando el nombre de «Hediondo» como muestra de que el Theon que hemos conocido a lo largo de la saga ya no es el mismo.

## Historia

### Antes de la saga
Theon Greyjoy fue el último hijo de Lord Balon Greyjoy, Señor de Pyke y de las Islas del Hierro. Su madre fue Lady Alannys Harlaw.
Cuando estalló la Rebelión Greyjoy, Theon apenas tenía diez años. Durante el conflicto sus dos hermanos mayores murieron, y su padre se vio obligado a hincar la rodilla ante Robert Baratheon. Para asegurarse del buen comportamiento de Balon, Lord Eddard Stark decidió tomar como pupilo a Theon, llevándoselo con él a Invernalia. La intención de Lord Stark era convertir a Theon en alguien distinto a su padre.
Theon fue criado como uno de los hijos de Lord Stark, desarrollando una gran amistad con su hijo mayor, Robb Stark. Si bien era tratado con respeto, los demás miembros de la familia Stark siguieron observando con desconfianza al joven Greyjoy, sobre todo el hijo bastardo de Lord Stark, Jon Nieve.

### Juego de tronos
Theon permanece en Invernalia cuando Eddard Stark marcha a Desembarco del Rey y ayuda a Robb Stark a gobernar la fortaleza. Theon salva a Bran Stark del ataque de un grupo de salvajes y desertores de la Guardia de la Noche.
Al estallar la Guerra de los Cinco Reyes, Theon parte con los norteños al sur y se convierte en compañero de armas de Robb Stark, combatiendo en las batallas de los Campamentos y del Bosque Susurrante.

### Choque de reyes
Robb quiere forjar una alianza con la Casa Greyjoy, de modo que envía a Theon de vuelta a las Islas del Hierro para que hable con su padre y le convenza de aliarse con los Stark. Theon llega a Pyke pero descubre que su padre le desprecia y le considera débil. Lord Balon no solo no quiere aliarse con los Stark sino que reclama el Norte por derecho de conquista: envía a su hija Asha Greyjoy a conquistar Bosquespeso y a Theon al mando de una minúscula flota a atacar la Costa Pedregosa. Para impresionar a su padre, Theon decide tomar la mismísima Invernalia.
Theon ataca el bastión de Ciudadela de Torrhen sabiendo que los Stark enviarán refuerzos para repeler la agresión. Aprovechando que Invernalia está sin guarnición, Theon la toma con apenas unos pocos hombres, captura a Bran y a Rickon Stark y se autoproclama príncipe de Invernalia. Theon tiene problemas para controlar a la población del bastión y en un determinado momento, Bran y Rickon escapan. Siguiendo el consejo de un sirviente llamado Hediondo, Theon ordena matar a dos chicos a los que hace pasar por los niños Stark.
Asha llega a Invernalia pero se niega a proporcionarle hombres para defender el bastión y le conmina a abandonar la fortaleza diciendo que no podrá defenderla cuando lleguen los norteños. Hediondo tiene un plan: avisar a la guarnición de Fuerte Terror (bastión de la Casa Bolton) para que acudan en su ayuda, a lo que Theon accede. Para cuando los hombres Stark llegan a Invernalia, los Bolton acaban con ellos. Theon hace pasar a Hediondo para darle las gracias pero este revela entonces su identidad: es Ramsay Nieve, el hijo bastardo de Roose Bolton, ordena matar a los Hombres del Hierro, quemar Invernalia y apresa a Theon.

### Danza de dragones
En el resto del continente todo el mundo cree que Theon, el heredero de Pyke, ha muerto. Pero entonces se descubre que Theon ha estado preso bajo la custodia de Ramsay Nieve. Este lo ha mutilado: le ha arrancado los dientes, le ha desollado las extremidades y se insinúa que lo ha castrado. Ramsay le da el apodo de Hediondo, nombre que Theon hace suyo. Ramsay también lo humilla haciéndole dormir con sus perras y prohibiéndole bañarse, además le golpea cuando no hace bien lo que le ordena. Debido a estas torturas, la apariencia de Theon ha cambiado drásticamente: ha perdido mucho peso, su pelo se ha vuelto blanco y aparenta tener el doble de la edad que posee.
Theon permanece cautivo en Fuerte Terror y Ramsay le ordena partir hacia Foso Cailin para convencer a los Hombres del Hierro que la custodian de que se rindan. De nuevo adoptando la identidad de «Theon Greyjoy», consigue que se entreguen, solo para ser desollados y eliminados por Ramsay. Finalmente regresan a Invernalia para asistir al matrimonio entre Ramsay (que ha sido legitimado por el Trono de Hierro como hijo de Roose Bolton) con «Arya Stark» (quien en realidad es Jeyne Poole). Ramsay humilla a su nueva esposa y hace partícipe a Theon.
Cuando varios hombres de los Bolton aparecen muertos, Theon es señalado como uno de los sospechosos, aunque rápidamente descartado debido a su estado físico gracias a la intervención de Lady Barbrey Dustin.
Convencido por Jeyne Poole, Theon escapa de Invernalia con ella lanzándose desde las almenas de Invernalia. Mientras caminaban por la nieve, ambos son capturados por los hombres de Stannis Baratheon y puestos bajo su custodia. Theon se reencuentra también con su hermana Asha, quien no lo reconoce por su aspecto, aunque esta vez él a ella sí.

## Adaptación televisiva

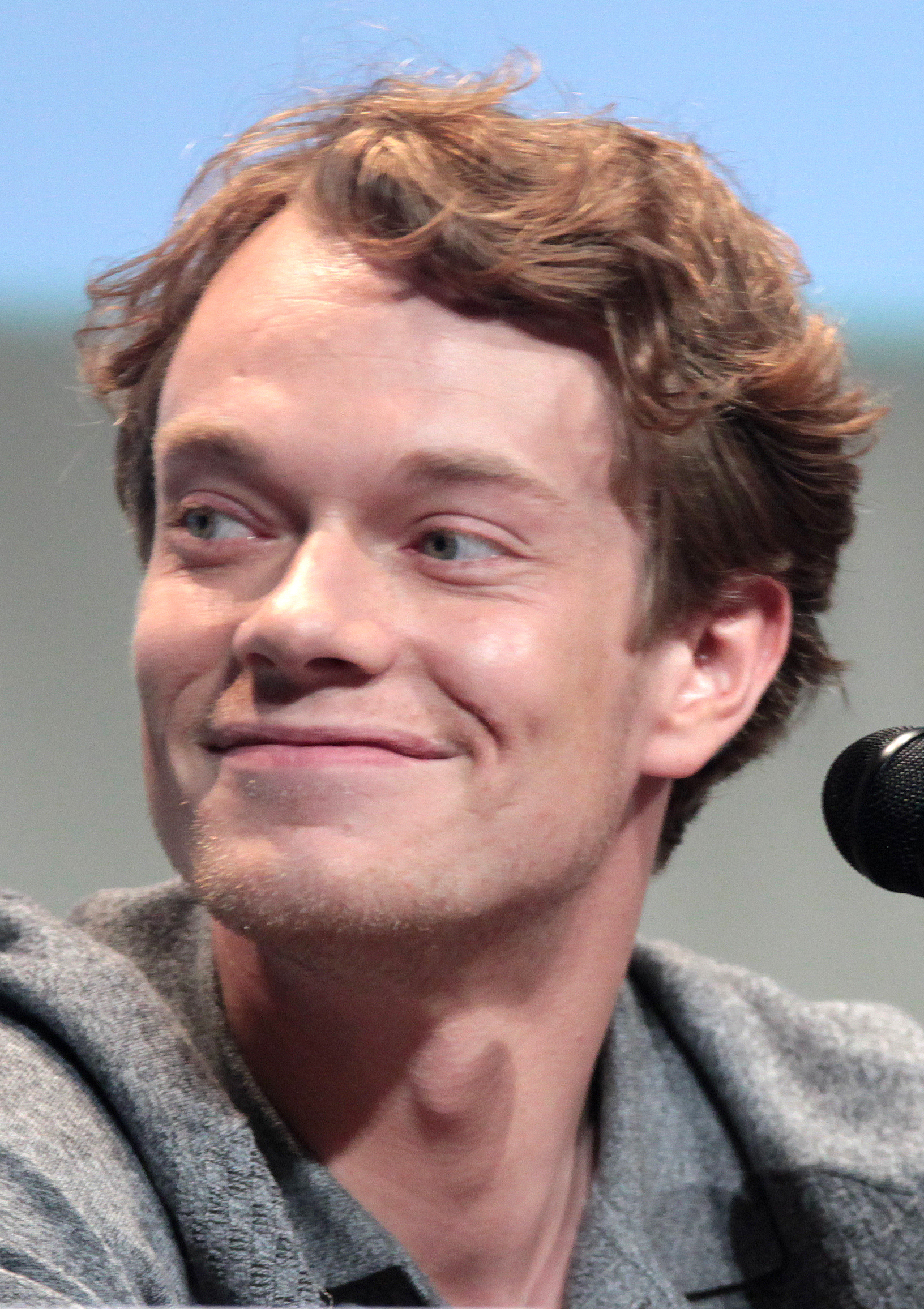
Alfie Allen interpreta a Theon.

El actor Alfie Allen interpreta a Theon desde la primera temporada hasta la actualidad.

### Primera temporada
Theon debuta en el primer episodio, estando presente en la ejecución del desertor de la Guardia de la Noche y cuando los Stark encuentran sus lobos huargos.
Theon está presente cuando el rey Robert Baratheon (Mark Addy) visita Invernalia. Theon recibe las burlas de Tyrion Lannister (Peter Dinklage) por su condición de «huésped» de los Stark.
Theon permanece en Invernalia ayudando a Robb Stark (Richard Madden) a gobernar el bastión. Es uno de los partidarios de entrar en guerra con los Lannister cuando sospechan que pudieron estar detrás del intento de asesinato de Bran Stark (Isaac Hempstead-Wright). Theon también salva al pequeño Bran de la emboscada de unos salvajes.
Tras enterarse del arresto de Lord Stark en Desembarco del Rey, Robb Stark llama a sus abanderados y parte hacia el Sur. Theon lo acompaña y forma parte de su consejo de guerra, luchando en las batallas de los Campamentos y del Bosque Susurrante, donde capturan a Jaime Lannister (Nikolaj Coster-Waldau). Tras la ejecución de Lord Stark, Theon declara que siempre será su hermano y es uno de los primeros en proclamarle como Rey en el Norte.

### Segunda temporada
Robb quiere forjar una alianza con las Islas del Hierro, de modo que envía a Theon de vuelta a Pyke con una proposición para su padre. Nada más llegar, Theon se reencuentra con su hermana, Yara Greyjoy (Gemma Whelan), la cual no se identifica como tal. Theon se siente atraído por ella e intenta seducirla, solo para descubrir quién es realmente nada más llegan a Pyke.
Su padre, Balon Greyjoy (Patrick Malahide), lo recibe con frialdad. Balon y Yara cuestionan cuál es la auténtica lealtad de Theon, creyendo que su estancia en Invernalia lo ha ablandado. Balon revela que no tiene intención de aliarse con los norteños y, en su lugar, propone invadir el Norte ahora que se halla desprotegido. Lord Balon envía a Yara con 30 naves para atacar Bosquespeso, y a Theon un barco para asolar la Costa Pedregosa. Theon se siente insultado y demanda una mayor responsabilidad, pero su padre se niega. En una última escena, Theon redacta una carta para informar a Robb de las intenciones de su padre, pero finalmente decide permanecer leal a su familia y quema la carta.

Actúas como si me hubiera ido por propia voluntad. Tú me entregaste ¿recuerdas? El día que hincaste la rodilla ante Robert Baratheon [...] (Balon lo abofetea) ¡Tú me entregaste! ¡A tu hijo... tu último hijo! ¡Me entregaste como si fuera un perro que ya no querías! ¿¡Y ahora me maldices por volver a casa!?
Theon reprendiendo a su padre

Theon es bautizado en la Fe del Dios Ahogado y parte para cumplir con su misión. Traza un plan para conseguir una mayor gloria, planeando atacar la mismísima Invernalia ahora que se halla sin guarnición. Mediante una maniobra de despiste, Theon toma Invernalia con un puñado de hombres, toma como prisioneros a Bran y a Rickon Stark, y ejecuta personalmente a Ser Rodrik Cassel (Ron Donachie) por no jurarle lealtad.
Theon es seducido por Osha (Natalia Tena), lo que ella aprovecha para escapar junto a Bran y Rickon Stark. Theon parte en su persecución, pero es inútil, pues el grupo consigue escapar. No queriendo volver humillado a Invernalia, Theon decide ejecutar a los hijos de un molinero y los hace pasar por los jóvenes Stark, colgando sus cadáveres calcinados en las murallas.
Su hermana Yara llega a Invernalia, pero no para llevarle refuerzos como había solicitado Theon, sino para instarle a abandonar el bastión al creer que no puede defenderlo; Theon se niega. Yara le declara su afecto y le insiste, creyendo que si se queda, morirá, a continuación se marcha.
Un ejército de norteños al mando de Ramsay Nieve (Iwan Rheon) pone asedio al bastión. Sin posibilidad de vencer, el maestre Luwin (Donald Sumpter) lo insta a unirse a la Guardia de la Noche, donde sus pecados serán olvidados, pero Theon se niega, afirmando que es demasiado tarde para volver a empezar de cero. Theon reúne a sus hombres en el patio dispuesto a librar una última batalla, pero tras finalizar su discurso, sus hombres lo traicionan y lo entregan a los norteños.

### Tercera temporada
Cautivo, Theon es torturado por un grupo de hombres en un lugar desconocido. Theon es liberado por un extraño joven (quien es en realidad Ramsay Nieve) que afirma ser de las Islas del Hierro y que pretende llevarlo junto a su hermana Yara. El joven lo guía hasta una fortaleza, donde dice que le aguarda su hermana. Theon toma confianza con el joven y confiesa sus pecados; Theon afirma que todo lo que hizo fue por tratar de impresionar a su padre, Balon Greyjoy, pero que su verdadero padre murió ejecutado en Desembarco del Rey. Theon y el joven llegan a una estancia, donde unos hombres capturan a Theon de nuevo.
Theon es sometido a brutales y sádicas torturas por parte de Ramsay, que se niega a revelarle su verdadera identidad y el lugar donde se hallan. En cierta ocasión, Ramsay llega a castrar a Theon y envía su miembro a las Islas del Hierro como prueba de que mantiene a Theon cautivo y bajo amenaza de seguir mutilándolo si los Hombres del Hierro no abandonan el Norte. Lord Balon, fríamente, rechaza abandonar el Norte, afirmando que Theon ya no es hijo suyo, pues literalmente «ya no es un hombre».
Un destrozado Theon ruega a Ramsay que lo mate, pero este se niega afirmando que vivo es más valioso. Posteriormente, decide darle un nuevo nombre: «Hediondo», debido a su mal olor. Theon, en un principio, rechaza llamarse así, pero Ramsay lo golpea hasta obligarle a hacerlo.

### Cuarta temporada
Theon, ahora llamado Hediondo, se convierte en el sirviente personal de Ramsay, acompañándolo en sus cacerías de mujeres por los bosques de Fuerte Terror.
Lord Roose Bolton (Michael McElhatton), que ha regresado al norte, se molesta con Ramsay afirmando que Theon era un valioso rehén y no su juguete. Ramsay le comunica a Hediondo que Robb Stark fue asesinado a manos del propio Lord Bolton, y demuestra que Hediondo ya no es el Theon que han conocido.
Yara, dispuesta a rescatar a su hermano, lidera a una partida de Hombres del Hierro hasta Fuerte Terror. Encuentran a Hediondo en una jaula, pero este rehúsa irse con ellos y recalca que él no se llama Theon Greyjoy. Ramsay llega con sus hombres y se desata una pelea entre ambos grupos, hasta que Yara y sus hombres deciden huir; Yara afirma que su hermano está muerto.
Ramsay le ordena a Hediondo una misión; su padre le ha ordenado tomar Foso Cailin, un bastión vital para el control del Norte que está en manos de los Hombres del Hierro. Le pide a Hediondo que vuelva a ser Theon Greyjoy y convenza a los Hombres del Hierro de rendirse. Hediondo llega a caballo hasta la fortaleza donde se presenta como «Theon Greyjoy, heredero de Pyke». El capitán de los Hombres del Hierro se niega a capitular e insulta a Theon. Sin embargo, los demás hombres eliminan al capitán y prometen rendirse a cambio de clemencia, lo que finalmente no consiguen, pues Ramsay ordena desollarlos a todos. En recompensa a su acción, Lord Bolton proclama que Ramsay ahora es su hijo legítimo y heredero. Hediondo acompaña entonces a Ramsay de vuelta a las ruinas de Invernalia.

### Quinta temporada
Hediondo observa la llegada de Sansa Stark (Sophie Turner) a Invernalia, ya que va a contraer matrimonio con Ramsay. Hediondo trata de evitarla, hasta que ambos se encuentran debido a Myranda (Charlotte Hope), la amante de Ramsay. Sansa está furiosa con Hediondo y trata de golpearlo, pero finalmente se compadece de él.
Durante una cena se anuncia el compromiso de Ramsay y Sansa, en la cual, obligado por Ramsay, Hediondo le pide perdón a Sansa por haber asesinado a sus dos hermanos pequeños. Tras la boda, Hediondo acompaña a Ramsay y a Sansa a la cama nupcial, donde observa cómo Ramsay consuma de forma brutal el matrimonio con ella, desatando una chispa de ira en él. Poco después, Sansa trata de que la ayude, pero él se niega rechazando el nombre de «Theon». Sansa le pide que haga una señal para avisar a Brienne de Tarth (la cual está siguiendo la pista de Sansa) para que la rescate; en lugar de eso, Hediondo informa del plan a Ramsay como forma de evitarle un brutal castigo a Sansa. Ésta lo confronta y Hediondo finalmente se derrumba, confesando que Bran y Rickon Stark siguen vivos.
A las afueras de Invernalia se sucede la batalla entre Stannis Baratheon y las fuerzas de la Casa Bolton al mando de Ramsay. Sansa trata de aprovechar la confusión para escapar, pero es detenida por Hediondo y Myranda.  Myranda afirma que mantendrá con vida a Sansa, pero solo lo suficiente como para que pueda proporcionarle un heredero a Ramsay. En esta situación, Hediondo arroja a Myranda al vacío y escapa con Sansa de Invernalia arrojándose desde las murallas.

### Sexta temporada
Theon y Sansa escapan a través de los bosques y la nieve huyendo de los hombres de los Bolton. Finalmente son alcanzados por soldados de los Bolton, pero son salvados en última instancia por Brienne de Tarth (Gwendoline Christie) y Podrick Payne (Daniel Portman).
Theon insta a Sansa a refugiarse en el Muro, donde Jon Nieve puede protegerla, pero aunque ella insiste en que se marche con ella, Theon se niega, pues cree que ni siquiera el Muro podría hacer que se perdonara a sí mismo lo que ha hecho. Sansa y Theon se despiden con un abrazo, mientras Theon parte con rumbo desconocido.
Theon se presenta en las Islas del Hierro, donde se reencuentra con su hermana Yara, la cual le recrimina su actitud cuando ella fue a rescatarlo a Fuerte Terror. En un principio, Yara cree que ha llegado para reclamar la corona de Rey de las Islas del Hierro y lo acusa de asesinar a Balon Greyjoy, que había fallecido recientemente en misteriosas circunstancias. Después de que Theon niegue cualquier aspiración a la Corona, Yara afirma que se postulará para ella.
Se celebra finalmente la asamblea de sucesión; Theon apoya la pretensión de Yara, cuando de repente aparece un invitado inesperado, Euron Greyjoy (Pilou Asbæk), su tío. Euron se burla de Theon y después se postula para el Trono de Piedramar. Yara lo acusa de asesinar a Balon, lo que Euron no niega, afirmando que debería haberlo hecho hacía tiempo. Euron les promete conquistar los Siete Reinos con la ayuda de Daenerys Targaryen, lo que hace que los señores lo aclamen como rey. Mientras se produce la ceremonia de ahogamiento de Euron, Theon, Yara y todos sus partidarios huyen en los barcoluengos, sabiendo que Euron les querrá ver muertos.

Me he enterado de que te las apañaste para joderlo todo. Capturaste un castillo que no podías conservar y te dejaste hacer prisionero. Hasta he oído que no tienes verga. Eso explica que creas que una mujer puede reinar.
Palabras de Euron hacia Theon

La flota de Theon y Yara parte rumbo a Volantis. Theon sigue en estado depresivo por todo lo que ha vivido. Finalmente llegan a Meereen, encontrándose con Daenerys y Tyrion Lannister. Theon le explica la situación a Daenerys y le pide que ayude a Yara en su pretensión y, a cambio, tendrá el apoyo de los Hombres del Hierro. Daenerys exige que cuando sea reina los Hombres del Hierro limiten sus pillajes fuera del territorio de Poniente, lo que Yara y Theon se ven obligados a aceptar; la Flota del Hierro de Theon y Yara parte de regreso a Poniente, junto a Daenerys y todos sus hombres.

### Séptima temporada
Después de que Daenerys se apodera de Rocadragón como su base para la invasión de Poniente, Theon y Yara son enviados con Ellaria Arena y las Serpientes de Arena a Dorne para transportar al ejército dorniense para sitiar Desembarco del Rey. Sin embargo, la flota de Yara es atacada por Euron en el mar estrecho, Euron que toma personalmente a Yara prisionera. Theon se asusta después de ver morir a su gente y salta por la borda, siendo rescatado algún tiempo después por los sobrevivientes de la batalla no impresionados por su cobardía.
Tras una conversación con Jon Nieve, Theon recupera su ánimo y espíritu de lucha y, ganándose el respeto de quienes lo rescataron, decide ir en busca de su tío Euron con el fin de vengarse de él y rescatar a Yara.

### Octava temporada
Finalmente, Theon rescata a Yara de las garras de Euron y le confiesa a su hermana su deseo de partir al norte en la gran guerra contra los Caminantes Blancos. Ambos hermanos se despiden por última vez.
Theon se presenta en Invernalia ante Daenerys Targaryen y Sansa Stark. Les cuenta el nuevo destino de su hermana, que ha tomado las Islas del Hierro en nombre de Daenerys. Asimismo, se presenta voluntario para defender Invernalia del ataque de los Caminantes.
Previa a la invasión del Rey de la Noche, Theon se ofrece a cuidar de Bran en el Bosque de Dioses. Ante la llegada de los Caminantes, Theon y sus hombres consiguen acabar con ellos, siendo Theon el único superviviente.
El Rey de la Noche se presenta finalmente ante Bran y Theon. Decidido a cumplir con su objetivo, Theon se prepara para defender a Bran, el cual proclama sus últimas palabras hacia Theon: «eres un buen hombre... gracias». Tras tomar una lanza, Theon carga en solitario hacia el Rey de la Noche, el cual acaba con él, si bien finalmente logra su propósito: salvar a Bran.
El cadáver de Theon es ubicado en una de las innumerables piras que se crean tras la batalla. Entre lágrimas, Sansa es la encargada de prender su pira. Antes de hacerlo, coloca un broche con el huargo de la Casa Stark sobre su pecho, en señal de que, al final, se convirtió en un Stark más.